# Hypenula flesalis
Hypenula flesalis är en fjärilsart som beskrevs av Walker 1858. Hypenula flesalis ingår i släktet Hypenula och familjen nattflyn. Inga underarter finns listade i Catalogue of Life.